# Bettrather Straße 87 (Mönchengladbach)

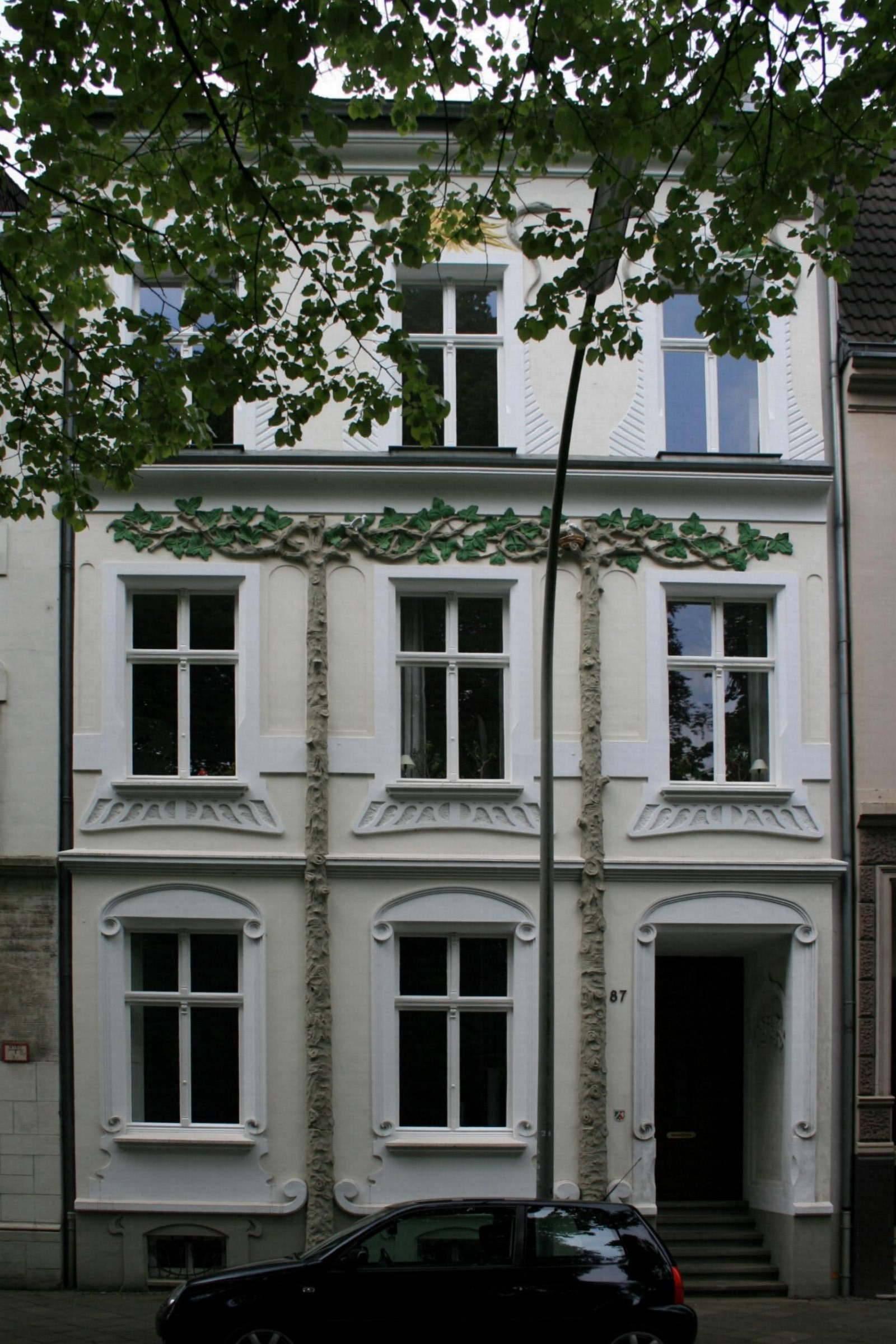
Wohnhaus (2010)

Das Wohnhaus Bettrather Straße 87 befindet sich in Mönchengladbach (Nordrhein-Westfalen).
Das Haus wurde um die Jahrhundertwende erbaut. Es ist unter Nr. B 048 am 2. Juni 1987 in die Denkmalliste der Stadt Mönchengladbach eingetragen worden.

## Lage
Die Bettrather Straße liegt nördlich des alten Stadtkerns und verläuft von der Hermann-Piecq-Anlage über die Beethovenstraße am Bunten Garten entlang bis zur Peter-Nonnenmühlen-Allee.

## Architektur
Das traufständige Haus zeigt drei Stockwerke in drei Achsen und schließt mit einem Satteldach ab. Ein hohes Kellergeschoss unterfängt den Bau.